# Royaume de Jaén
1246–1833
Entités précédentes :
- Almohades

Entités suivantes :
- Province de Jaén

Le royaume de Jaén (en espagnol : Reino de Jaén) est une ancienne juridiction de la couronne de Castille.

## Territoire
Le royaume de Jaén était limité, au nord, par le celui de Tolède, à l'est, par celui de Murcie, au sud, par celui de Grenade et, à l'ouest, par celui de Cordoue.
Sa superficie était d'environ 8 356 km².
Le royaume de Jaén comprenait deux enclaves situées dans le royaume de Cordou : Bélmez et Villafranca de Córdoba.
Bélmez de la Moraleda et Solera (Las Villas) (Huelma) formaient une enclave du royaume de Grenade située dans le royaume de Jaén.
Benatae, Genave, Hornos, Torres, Orcera, Santiago de la Espada, Siles, Villarrodrigo, Segura de la Sierra (avec La Puerta et Bujaraiza), dans l'actuelle province de Jaén, faisaient partie du royaume de Murcie.
Beas de Segura et Chiclana del Segura, dans l'actuelle province de Jaén, faisaient partie de La Mancha.

## Subdivisions

Les quatre royaumes de l'Andalousie

Le royaume comprenait des territoires relevant directement du roi et des seigneuries nobles, ecclésiastiques et des ordres militaires.
Les seigneuries laïques comprenaient les territoires des maisons de Santisteban del Puerto, d'Alburquerque, de Los Cobos et d'Arcos.
La maison de Santisteban del Puerto possédait le comté éponyme comprenant Navas de San Juan, Santisteban del Puerto et Castellar.
La maison d'Arcos possédait la seigneurie de Bailén.
Les seigneuries ecclésiastiques comprenaient les territoires de l'évêché de Tolède, de l'Ordre de Calatrava et de l'Ordre de Santiago (Saint-Jacques de l'Épée).
L'évêché de Tolède possédait l'Adelantamiento de Cazorla comprenant Santo Tomé, Chilluévar, La Iruela et Cazorla.
L'Ordre de Calatrava possédait l'Encomienda de Martos comprenant Lopera, Arjona, Arjonilla et Lahiguera ainsi que Porcuna, Higuera de Calatrava, Santiago de Calatrava, Martos, Jamilena et Fuensanta de Martos.
L'Ordre de Santiago (Saint-Jacques de l'Épée) possédait la seigneurie d'Albanchez.

## Liste de communes
- Albanchez (aujourd'hui, Albánchez de Úbeda)
- Alcalá la Real
- Alcaudete
- Andújar
- Arjona
- Arjonilla
- Baeza
- Bailén
- Baños (de la Encina)
- Bedmar (aujourd'hui, Bedmar y Garcíez)
- Garzies (aujourd'hui, Bedmar y Garcíez)
- Begíjar
- Bélmez
- Cabra del Santo Chisto
- Cambil (y Alhavar)
- Campillo de Arenas
- Canena
- Cárcheles (y Carchel)
- Castellar (de San Estevan del Puerto)
- Castillo de Locubín
- Cazalilla
- Cazorla
- El Mármol
- (San Pedro de) Escañuela
- Espeluy
- Fuerte del Rey
- Higuera de Arjona
- Higuera de Calatrava
- Hinojares
- Huelma
- Ibros (mi-partie)
- Iznatoraf
- Jabalquinto
- Jaén
- Jamilena
- Jimena
- Jódar
- La Guardia de Jaén
- La Iruela
- Las Navas de San Juan (ou de San Estevan del Puerto)
- Linares
- Lopera
- Los Villares
- Lupión
- Mancha Real
- Marmolejo
- Martos
- Mengíbar
- Noalejo
- Pegalajar
- Porcuna
- Pozo Alcón
- Quesada
- Rus
- Sabiote
- Santiago de Calatrava
- Santisteban del Puerto
- Sorihuela del Guadalimar
- Tobaruela
- Torre del Campo
- Torredonjimeno
- Torreperogil
- Torrequebradilla
- Torres
- Úbeda (Santa Eulalia, Garci Fernandez, Torre de San Juan, Villarpardillo et Allozan)
- Valdepeñas de Jaén
- Vílches
- Villacarrillo
- Villafranca de Córdoba
- Villanueva de la Reina
- Villanueva del Arzobispo
- Villardompardo
- Villargordo